# Giuseppe Zedde
Giuseppe Zedde detto Gingillo (Siena, 30 luglio 1982) è un fantino italiano.

## Carriera

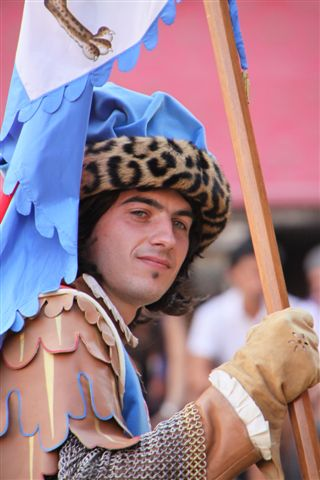
Gingillo nell'agosto 2009.

Figlio d'arte (il padre Antonio Zedde di origine sarda e detto Valente corse dodici volte il Palio di Siena, ottenendo due vittorie) e fratello de Lo Zedde, esordisce a Siena nel 2002 per la Contrada del Bruco. Un mese dopo arriva anche l'esordio al Palio di Asti per il Comune di Montechiaro, in cui però rimedia l'eliminazione in batteria. Dopo aver corso altre due volte a Siena tra il 2003 e il 2004, Gingillo ottiene la prima vittoria importante ad Asti: ingaggiato dal Borgo Torretta per montare Ergo Song, supera senza troppi affanni la batteria eliminatoria e, in finale, scatta subito in testa e va a vincere, con il fratello maggiore Virginio a coprirgli le spalle fino alla fine. In questa occasione Gingillo tagliò il traguardo con le briglie in bocca e le braccia alzate, in segno di esultanza.
Nel 2005 esordisce al Palio di Fucecchio arrivando secondo e, dopo aver corso senza troppi clamori entrambe le carriere a Siena, vince il Palio di Castel del Piano. Al Palio straordinario di Fucecchio di settembre ottiene un secondo posto dietro al fratello Virginio. Pochi giorni dopo, ad Asti, raccoglie un altro secondo posto montando Baonero (cavallo di sua proprietà) per il Borgo San Lazzaro, perdendo di pochissimo la volata finale con Bucefalo. L'anno successivo, invece, inizia in maniera disastrosa: ingaggiato dalla Contrada di San Giacomo per il Palio di Ferrara in accoppiata con Baonero, inizia la corsa scambiandosi scorrettezze con Il Bufera, che costeranno ad entrambi quattro pali di squalifica. Il peggio però deve ancora venire: dopo due giri di pista Baonero inciampa in una buca all'ingresso di una curva e cade rovinosamente al suolo. Le conseguenze della caduta sono pesantissime: Gingillo finisce in ospedale con una lesione ad una tibia, mentre per Baonero è necessaria l'eutanasia.
Dopo aver saltato il Palio di Siena del 2 luglio, per l'infortunio patito a Ferrara, Gingillo corre per la Contrada del Drago ad agosto, vince per la seconda volta il Palio di Castel del Piano e ad Asti chiude la finale in ultima posizione dopo aver rischiato una caduta in seguito ad una decisa chiusura di Massimino II.
Il 2007 non inizia sotto i migliori auspici, con l'eliminazione in batteria al Palio di Fucecchio. Due settimane dopo, però, Gingillo si riscatta vincendo il Palio di Legnano all'esordio per la Contrada San Bernardino (nello stesso giorno in cui il fratello Virginio ha vinto il Palio di Ferrara). Questa vittoria però non ha avuto seguito: ingaggiato dalla Contrada Priora della Civetta (nonna del Palio dal 16 agosto 2005) per entrambe le carriere, corre senza lasciare il segno, subendo anche la vittoria della rivale Contrada del Leocorno ad agosto, mentre ad Asti non partecipa a causa della squalifica rimediata l'anno precedente.
Nel 2008, ad aprile, arriva invece l'esordio, condito dalla vittoria, al Palio di Bomarzo. A giugno corre il Palio di Castiglion Fiorentino con il cavallo Igor de Mores per il Rione di Porta Romana senza però centrare la vittoria.  A settembre, nel Palio di Castel del Piano, corre per la contrada Poggio, classificandosi al terzo posto, dopo un lungo scambio di frustate con Mario Canu all'ultimo giro.
La rinascita della carriera di Gingillo avviene il 16 agosto 2008, quando corre il Palio di Siena indossando i colori della Contrada del Bruco. Il cavallo toccato in sorte è Elisir di Logudoro, cavallo ritenuto di qualità ma non adatto alla Piazza. Nella contrada giallo-verde regna lo scetticismo: se paragonato alle accoppiate delle altre contrade, Giuseppe Zedde non parte certo con i favori del pronostico. Invece corre da protagonista e, sfruttando la caduta della Contrada del Drago al primo Casato, si porta subito in seconda posizione, dietro alla Contrada dell'Oca, con Giovanni Atzeni detto Tittìa su Elfo di Montalbo. Dopo una corsa serrata, approfittando di un errore dell'Atzeni, Gingillo si porta in vantaggio poco prima dell'ultima curva di San Martino. L'ultima parte della corsa è condotta in testa e Giuseppe Zedde arriva primo, vincendo così il Palio di Siena per la prima volta in nove partecipazioni.
21 settembre 2008, altro passo importante per il Gingillo: al palio di Asti porta i colori di San Lazzaro; il borgo contraddistinto dai colori giallo-verde è molto fiduciosa nella accoppiata con la cavalla Domizia, si presentano con molte speranze, alla prima batteria Gingillo arriva terzo, ma si vede che lascia molta aria al cavallo non facendolo stancare per nulla, ma il vero capolavoro è al canapo della finale, Giuseppe Zedde è nono allo steccato la posizione più difficile, ma comincia a giocare con i nervi degli avversari, tirando molto per le lunghe la mossa, quando poi decide che è il momento giusto, il canapo cade e lui scatta subito in quarta posizione, alla prima curva del cavallone si porta secondo dietro solo a San secondo, ma nel rettilineo frusta Domizia che salta agevolmente San Secondo portando borgo San Lazzaro in testa, da lì non si smuoveranno più senza che nessuno possa nemmeno impensierire Gingillo, arriva così la vittoria del palio il quinto per San Lazzaro (borgo più vittorioso in assoluto ad Asti) e il secondo per Gingillo.
Il 2 luglio 2009 Gingillo trionfa ancora in Piazza del Campo, difendendo i colori della Tartuca su Già del Menhir: domina la corsa in testa dall'inizio alla fine, senza mai mettere in discussione la vittoria. Per lui è il secondo successo consecutivo, dopo la vittoria dell'agosto 2008. Corre nuovamente ad agosto, stavolta per i colori della Pantera con il cavallo Giove Deus, senza successo.
Il 2 luglio 2010 Gingillo corre il Palio di Siena per la Contrada del Leocorno ma, dopo essersi portato in seconda posizione dopo l'uscita dai canapi, cade alla prima curva del Casato, lasciando così il cavallo Giostreddu (di cui è l'allenatore) scosso. Sempre nel 2010 corre a Siena il Palio del 16 agosto, per difendere i colori della Contrada del Bruco. Monta l'esperto cavallo Elfo di Montalbo, ma partito di rincorsa non riesce a recuperare sulla testa della corsa. Dopo le due vittorie a Casteldelpiano per le contrade Monumento e Poggio, Gingillo si ripete con il giubbetto del Monumento ed il cavallo Ivanov.
Il 2 luglio 2011 Gingillo veste ancora una volta il giubbetto del Bruco montando Lampante. Dopo un'ottima partenza, in testa con un vantaggio di due colonnini sulla Contrada dell'Oca, cade alla prima curva del Casato riportando la frattura del femore e di entrambe le clavicole. Il Palio sarà vinto dall'Oca, seguita da Lampante scosso.
Il 20 maggio 2012 Gingillo torna a disputare il suo primo Palio dopo l'infortunio; corre il Palio di Fucecchio, riportando una vittoria molto netta per la Contrada di Sant'Andrea. Nello stesso anno monta ancora a Siena: a luglio nel Bruco con Mississippi e ad agosto nell'Istrice con Morosita Prima, realizzando però due corse anonime.
Il 2 luglio 2013 corre il Palio per la Contrada della Torre sul baio Mocambo. Partito in testa, si fa infilare al primo San Martino dall’avversaria Contrada dell'Oca che vince il Palio con Giovanni Atzeni e Guess.
Il 16 agosto dello stesso anno a dargli fiducia è l’Aquila, che lo chiama a montare Naikè. La corsa è però anonima, dato anche il valore non eccelso della cavalla.
L'8 settembre 2013 vince con merito, il Palio di Castel del Piano , trionfando per la Contrada del Monumento sul cavallo Istrix.
Il 16 settembre 2013 vince ancora una volta il Palio di Asti, e l'anno successiva bissa la vittoria anche al Palio di Legnano.
Il 2 luglio 2014 monta per la Contrada dell'Aquila sul forte Polonski. Con un ottimo spunto in partenza riesce a prendere il comando della corsa. Alla fine del secondo giro viene però superato da Alberto Ricceri ed Oppio che, per la Contrada del Drago, vinceranno il Palio.
Ad agosto, invece, torna nella Contrada del Leocorno, montando il cavallo vincitore a luglio, il grigio Oppio. La corsa è da dimenticare, infatti dopo aver subito una parata dalla rivale Contrada della Civetta, vede la stessa uscire vittoriosa con Andrea Mari ed Occolè.
Dopo aver scontato un Palio di squalifica nel luglio 2015, torna in Piazza del Campo il 17 agosto 2015. Monta Querino nella Contrada della Tartuca. La sua corsa non decolla, cadendo nelle retrovie prima del primo San Martino.
Il 23 maggio 2016 vince il Palio di Fucecchio per la Contrada Massarella montando il grigio Matato.
Per il Palio di Siena del 2 luglio 2016 veste per la prima volta il giubbetto della Contrada dell'Oca. Nonostante una buona corsa di rimonta, "Gingillo" e l'esperto sauro Porto Alabe non vanno oltre il secondo posto. Nella Carriera del 16 agosto dello stesso anno torna nella Contrada del Bruco su Smeraldo Nulese senza però rendersi protagonista.
Nel luglio 2017 non risulta fra i partecipanti del Palio di Siena, mentre il 16 agosto corre il suo terzo Palio con i colori della Contrada dell'Aquila sul debuttante Rocco Ro.
Il 17 settembre 2017 vince il suo quarto Palio di Asti per San Lazzaro con il cavallo Bomario da Clodia.
Nel Palio del 2 luglio 2018 corre per la Contrada di Valdimontone con il cavallo Remistirio. In questo Palio, Gingillo subisce una squalifica di 2 Pali, reo secondo la giustizia paliesca di aver ostacolato la rivale Nicchio.
Il 16 agosto 2018 vince il suo terzo palio in sella a Porto Alabe per la Contrada della Lupa. Nonostante la posizione di rincorsa, riesce a girare in testa al primo San Martino, riuscendo a mantenere la posizione fino alla fine.

Nel Palio di Siena Straordinario del 20 ottobre 2018 corre per la Nobile Contrada dell'Oca con il cavallo Sorighittu. Partito dalla posizione di rincorsa, viene subito ostacolato dalla Contrada della Torre, che montava il fantino Giosuè Carboni detto "Carburo" sulla cavalla Tonina, fatto poi che porterà alla caduta di entrambi al primo San Martino.
Dopo aver scontato la squalifica e dopo l'interruzione per la pandemia di Covid-19, nel Palio del 2 luglio 2022 vestì per la prima volta il giubbetto della Chiocciola montando l'esordiente Zentile. L'accoppiata, seppur considerata fra le favorite, non riuscì a figurare a causa di una brutta partenza.
Per il Palio di agosto torna nella Lupa montando l'esordiente Astoriux, riuscendo però in una corsa incolore.nel 2023 corre nella torre su Zio Frac arrivando 2 e agosto reo confesso nella.chiocciola.nel 2024. Monta ckmancio nella chiocciola nel 2025 torna nel montone a luglio rimontando comancio arrivando 3 e a agosto torna nei servi vincendo con il cavallo Anda e Bola.

## Presenze al Palio di Siena

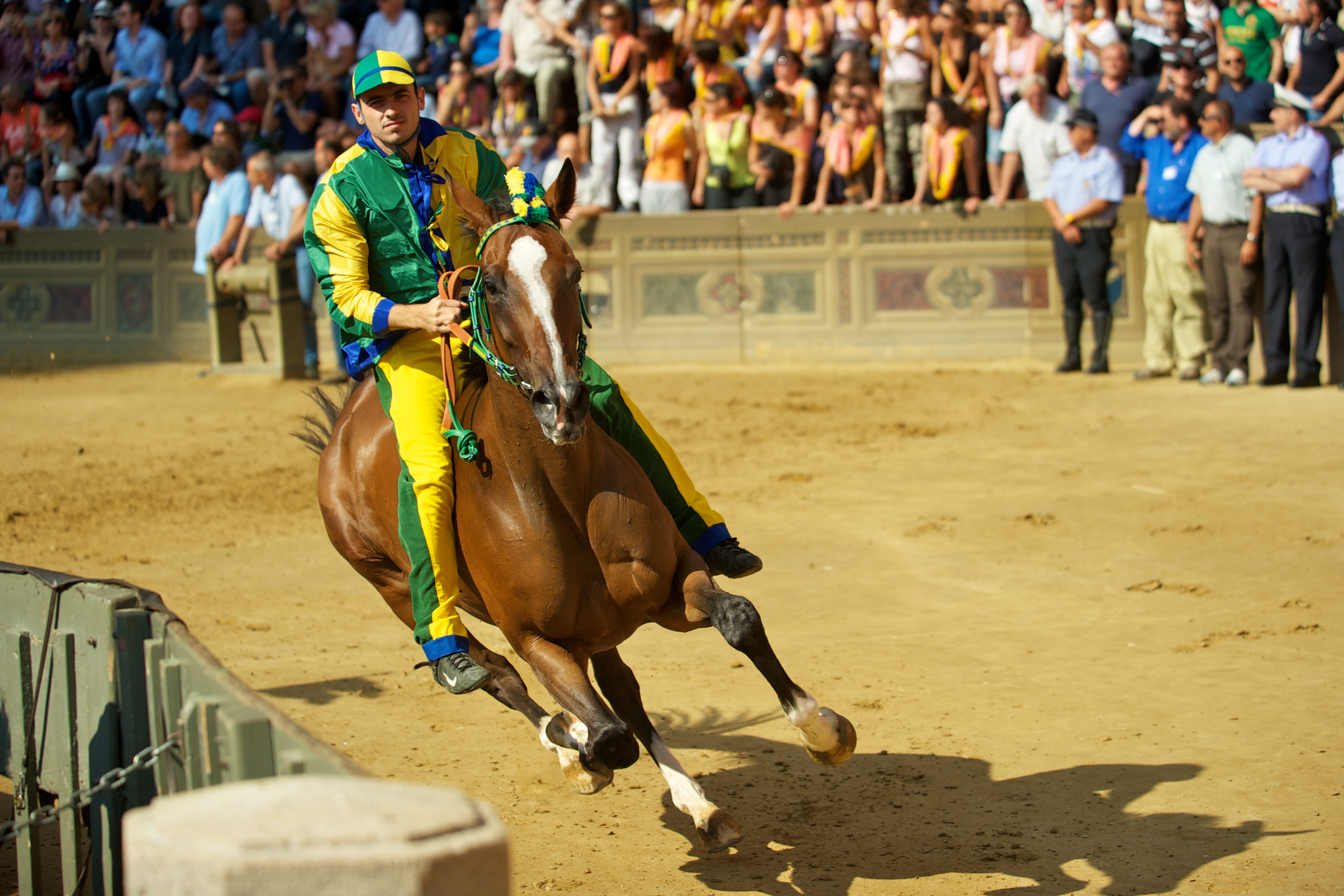
Gingillo su Lampante nel 2011

Le vittorie sono evidenziate ed indicate in neretto.
| Palio           | Contrada     | Cavallo            | Note   |
| --------------- | ------------ | ------------------ | ------ |
| 16 agosto 2002  | Bruco        | Attilax            |        |
| 16 agosto 2003  | Civetta      | Zodiach            |        |
| 2 luglio 2004   | Torre        | Brento             |        |
| 2 luglio 2005   | Civetta      | Vai Go             |        |
| 16 agosto 2005  | Istrice      | Donnaiuolo         |        |
| 16 agosto 2006  | Drago        | Elfo di Montalbo   |        |
| 2 luglio 2007   | Civetta      | Delizia de Ozieri  |        |
| 16 agosto 2007  | Civetta      | Elmizatopec        |        |
| 16 agosto 2008  | Bruco        | Elisir di Logudoro |        |
| 2 luglio 2009   | Tartuca      | Già del Menhir     |        |
| 16 agosto 2009  | Pantera      | Giove Deus         |        |
| 2 luglio 2010   | Leocorno     | Giostreddu         | scosso |
| 16 agosto 2010  | Bruco        | Elfo di Montalbo   |        |
| 2 luglio 2011   | Bruco        | Lampante           | scosso |
| 2 luglio 2012   | Bruco        | Mississippi        |        |
| 16 agosto 2012  | Istrice      | Morosita Prima     | scosso |
| 2 luglio 2013   | Torre        | Mocambo            |        |
| 16 agosto 2013  | Aquila       | Naikè              |        |
| 2 luglio 2014   | Aquila       | Polonski           |        |
| 16 agosto 2014  | Leocorno     | Oppio              |        |
| 17 agosto 2015  | Tartuca      | Querino            | scosso |
| 2 luglio 2016   | Oca          | Porto Alabe        |        |
| 16 agosto 2016  | Bruco        | Smeraldo Nulese    |        |
| 16 agosto 2017  | Aquila       | Rocco Ro           |        |
| 2 luglio 2018   | Valdimontone | Remistirio         | scosso |
| 16 agosto 2018  | Lupa         | Porto Alabe        |        |
| 20 ottobre 2018 | Oca          | Sorighittu         | scosso |
| 2 luglio 2022   | Chiocciola   | Zentile            |        |
| 17 agosto 2022  | Lupa         | Astoriux           |        |
| 2 luglio 2023   | Torre        | Zio Frac           |        |
| 16 agosto 2023  | Chiocciola   | Reo Confesso       |        |
| 17 agosto 2024  | Chiocciola   | Comancio           |        |
| 3 luglio 2025   | Valdimontone | Comancio           |        |
| 16 agosto 2025  | Valdimontone | Anda e Bola        |        |

## Presenze agli altri Palî

### Palio di Legnano
| Palio | Contrada       | Cavallo        | Piazzamento           |
| ----- | -------------- | -------------- | --------------------- |
| 2007  | San Bernardino | Domizia        | Vittoria              |
| 2008  | San Bernardino | Domizia        | Finale                |
| 2009  | Sant'Erasmo    | Domizia        | Eliminato in batteria |
| 2010  | Sant'Erasmo    | -              | Finale                |
| 2011  | Sant'Erasmo    | -              | Eliminato in batteria |
| 2012  | Sant'Erasmo    | Outsider       | Finale                |
| 2013  | Sant'Erasmo    | Peppino        | Finale                |
| 2014  | Sant'Erasmo    | Lecca Lecca    | Vittoria              |
| 2015  | Sant'Erasmo    | Alternativa    | Finale                |
| 2016  | Sant'Erasmo    | Berlucchi      | Finale                |
| 2017  | Sant'Erasmo    | Tuttosubito    | Finale                |
| 2018  | Sant'Ambrogio  | Mr. Pink       | Finale                |
| 2019  | Sant'Ambrogio  | Bigliardino    | Eliminato in batteria |
| 2021  | Sant'Ambrogio  | Marracash      | Finale                |
| 2022  | Sant'Ambrogio  | The Boy Wonder | Finale                |
| 2023  | Sant'Ambrogio  | Andromeda      | Finale                |
| 2024  | Sant'Ambrogio  | Dart Fener     | Eliminato in batteria |
| 2025  | Sant'Ambrogio  | Aristoteles    | Vittoria              |

### Palio di Asti
| Palio | Rione, Borgo, Comune  | Cavallo                     | Piazzamento           | Note                                                  |
| ----- | --------------------- | --------------------------- | --------------------- | ----------------------------------------------------- |
| 2002  | Comune di Montechiaro | Ciccio                      | Eliminato in batteria | -                                                     |
| 2004  | Borgo Torretta        | Ergo Song (Fischietto)      | 1º (Sendallo)         | -                                                     |
| 2005  | Borgo San Lazzaro     | Baonero                     | 2º (Borsa di monete)  | -                                                     |
| 2006  | Borgo San Lazzaro     | Domizia                     | 8º (Acciuga)          | Finale a 8 cavalli per l'esclusione di Montechiaro    |
| 2008  | Borgo San Lazzaro     | Domizia                     | 1º (Sendallo)         | -                                                     |
| 2009  | Rione Cattedrale      | Ottobelli                   | Eliminato in batteria | -                                                     |
| 2010  | Rione Cattedrale      | Ina-Assitalia               | Eliminato in batteria | -                                                     |
| 2012  | Borgo Torretta        | Ossessione bianco rosso blu | 2º (Borsa di monete)  | -                                                     |
| 2013  | Borgo Torretta        | The Killacy Kid             | 1º (Sendallo)         | -                                                     |
| 2014  | Borgo San Lazzaro     |                             | Eliminato in batteria | -                                                     |
| 2015  | Borgo San Lazzaro     | Ego                         | 5º (La coccarda)      | -                                                     |
| 2016  | Borgo San Lazzaro     |                             | 2º (Borsa di monete)  | -                                                     |
| 2017  | Borgo San Lazzaro     | Bomario da Clodia           | 1º (Sendallo)         | -                                                     |
| 2018  | Borgo San Lazzaro     | Uron                        | Eliminato in batteria |                                                       |
| 2019  | Borgo San Lazzaro     | Uired                       | 4º (Il gallo)         | Palio straordinario 1900 anni martirio di San Secondo |
| 2022  | Borgo San Lazzaro     | Ajò de Sedini               | 1º (Sendallo)         | -                                                     |

| 2023 | Borgo San Lazzaro | Ajò de Sedini | 3º | - |

| 2024 | Borgo San Lazzaro | Cristallo da Clodia | Eliminato in batteria | - |

### Palio di Fucecchio
| Palio             | Contrada             | Cavallo                | Piazzamento           | Note |
| ----------------- | -------------------- | ---------------------- | --------------------- | --- |
| 22 maggio 2005    | Sant’Andrea          | Asterixi               | 2º                    | |
| 4 settembre 2005  | Sant’Andrea          | Eugenie                | 2º                    | Palio Straordinario XXV Anno |
| 21 maggio 2006    | Sant’Andrea          | Fischietto             | 7º                    | |
| 20 maggio 2007    | Cappiano             | Desmon                 | Eliminato in batteria | Una carriera di squalifica per cambio di posizione tra i canapi                                                                       |
| 24 maggio 2009    | Botteghe             | Ganosu                 | 3º                    | |
| 23 maggio 2010    | Botteghe             | Italiana de Sedini     | 4º                    | |
| 20 maggio 2012    | Sant'Andrea          | Nanneddu               | 1º                    | |
| 20 maggio 2013    | Contrada Ferruzza    | Moresu                 | Eliminato in batteria | |
| 18 maggio 2014    | Contrada Sant'Andrea | Nanneddu               | 3º                    | |
| 22 maggio 2015    | Contrada Massarella  | Rijhaid                | NC                    | gli vengono tirate le briglie del cavallo al canapo da Giosuè Carboni, fantino della rivale, dunque si ribalta alla mossa e non parte |
| 23 maggio 2016    | Contrada Massarella  | Matato                 | 1º                    | Palio rinviato al 23/05 per sopraggiunta oscurità                                                                                     |
| 19 maggio 2017    | Contrada Massarella  | Santu Padre            | 2º                    | |
| 18 maggio 2018    | Contrada Massarella  | Quarzo Blu             | 3º                    | |
| 20 maggio 2019    | Contrada Ferruzza    | Vicky Fortuna (scosso) | Eliminato in batteria | |
| 26 settembre 2021 | Contrada San Pierino | Vanadio da Clodia      | 4º                    | |
| 22 maggio 2022    | Botteghe             | Bosea                  | 8º                    | |
| 21 maggio 2023    | Botteghe             | Chiosa Vince           | Eliminato in batteria | |

| 19 maggio 2024 | Contrada Querciola | Zenia Zoe | Finale |

## Riepilogo vittorie
- Palio di Siena: 4 vittorie (2008, 2009, 2018, 2025)
- Palio di Asti: 5 vittorie (2004, 2008, 2013, 2017, 2022)
- Palio di Bomarzo: 1 vittoria (2008)
- Palio di Castel del Piano: 6 vittorie (2005, 2006, 2010, 2013, 2015, 2016).
- Palio di Legnano: 3 vittorie (2007, 2014, 2025)
- Palio di Fucecchio: 2 vittorie (2012, 2016)
- Palio di Piancastagnaio: 3 vittorie (2009, 2018, 2024)